# Pietramelara
Pietramelara è un comune italiano di 4 432 abitanti della provincia di Caserta in Campania.

## Geografia fisica
Pietramelara si erge nella pianura a valle delle pendici settentrionali del Monte Maggiore (1 037 m s.l.m.). L'abitato si sviluppa attorno alla torre a base rettangolare posta alla sommità del borgo medievale.

## Storia
Grazie ad importanti ritrovamenti archeologici si sono rinvenute nel territorio del Monte Maggiore numerose tracce di forme di vita risalenti all'epoca pre-romana. La struttura del centro di Pietramelara testimonia che l'insediamento fu frutto di un'attenta pianificazione che presupponeva una rocca a difesa e controllo del territorio. Il borgo medioevale, cuore del centro storico, si articolava in un complesso radiocentrico il cui asse era rappresentato da un'antica torre longobarda ed il cui perimetro era dato dalla grande cinta muraria stretta da 12 torri. Fondata da Landolfo ed Adenolfo, principi longobardi, nel primo Medioevo, Pietramelara fece parte prima dei possedimenti della badia di Montecassino e, successivamente del feudo della limitrofa Roccaromana. Alla morte di Filippo de Roccaromana, il vasto feudo passò in potere della regia corte non molto tempo dopo lo divise e lo dette in concessione. Quindi Pietramelara, fu data a Eduardo Colonna ed in seguito a Federico Monforte, che fecero abbellire il castello trasformandolo da fortezza in un elegante palazzo. Il 13 marzo 1496, dopo 15 giorni d'assedio, durante i quali il paese fu messo a ferro e fuoco dagli Aragonesi, perirono i 2/3 degli abitanti mentre i sopravvissuti vennero venduti come schiavi. I vincitori lasciarono libere soltanto sette famiglie che iniziarono la ricostruzione sulle rovine della città distrutta. Poco dopo la comunità di Pietramelara risultava eretta in Universitas con propri statuti e notevoli poteri di pertinenza feudale. Alla fine del 1600 Pietramelara divenne feudo della famiglia Giovene ed infine dei Di Palma, sino all'eversione della feudalità.
I siti architettonici, archeologici e monumentali, segno delle antiche origini della città, sono le Grotte di Seiano che sorgono sulle pendici del Monte Maggiore nella fascia compresa tra i comuni di Pietramelara e Rocchetta. Si tratta di un vasto complesso sotterraneo di gallerie in muratura che si estendono sino a raggiungere le mura ciclopiche circondanti gli imponenti ruderi.

### Simboli
Lo stemma e il gonfalone del comune di Pietramelara sono stati concessi con decreto del presidente della Repubblica del 13 dicembre 1978.
Il gonfalone è un drappo partito di bianco e di azzurro.
In precedenza il Comune utilizzava uno stemma riconosciuto con decreto del capo del governo dell'8 aprile 1936, che si blasonava: d'argento, al monte di tre cime di verde, la mediana sostenente un alveare accostato da tre api, disposte 1 e 2; al capo del Littorio.

## Monumenti e luoghi d'interesse
I monumenti di maggior rilevanza sono il Borgo medioevale, il Palazzo Ducale, la chiesa di San Rocco, la chiesa dell'Annunziata, l'ex convento di San Pasquale, l'ex convento agostiniano oggi sede comunale.
- La chiesa di San Rocco è stata costruita su una piccola cappella preesistente dedicata a san Leonardo, di cui si ha notizia sin dal 1308, risale al XVI secolo ed è famosa per il portale in legno interamente scolpito a mano, la statua lignea di San Rocco del '700, e i bellissimi affreschi sull'abside del Galloppi. Fu fondata dagli abitanti di Pietramelara, nel XVI secolo, dopo essere stati protetti dal santo contro i malanni e le pestilenze indotte dalla guerra ed in particolare contro il feroce sacco operato dagli Aragonesi nel 1496.[6] Ai fini dell'edificazione della chiesa, considerato il periodo di grave povertà e carestie che investì la popolazione, il popolo adottò un codice che prevedeva, come pena per i bestemmiatori, il pagamento di somme finanziarie, con conseguente riduzione della pena; se i bestemmiatori non avevano denaro offrivano il proprio lavoro per evitare l'impiccagione davanti alla porta della chiesa.[6]
- La chiesa dell'Annunziata, che oltre all'altare in onice del Monte Maggiore e la pala in legno dell'altare maggiore raffigurante l'Annunciazione, presenta, come rivestimento della cupola absidale, affreschi raffiguranti i quattro Profeti maggiori, che sono stati attribuiti alla scuola del Giorgione. A conferma dell'importanza artistica della chiesa è doveroso sottolineare che è stata dichiarata monumento nazionale.
- Casa comunale, ex convento degli Agostiniani costruito nel XIII secolo a ridosso della chiesa di Sant'Agostino: dalla canonica della chiesa, infatti, si può accedere all'ampio chiostro che si apre al suo interno. L'intero complesso è stato ristrutturato a seguito del terremoto.
- Convento di San Pasquale, chiostro di forma quadrata, di cui si possono ammirare le celle dei monaci, tutte ristrutturate e ben conservate con l'attiguo giardino. È possibile visitarlo dietro autorizzazione del Comune.
- Eremo di Frate Janne.

## Società

### Evoluzione demografica
Abitanti censiti

### Etnie e minoranze straniere
Al 31 dicembre 2023 a Pietramelara vi erano 229 stranieri, pari al 5,13% della popolazione.

## Infrastrutture e trasporti

### Ferrovie
Il comune è servito dalla stazione di Riardo-Pietramelara, sulla linea Roma-Napoli via Cassino.

## Amministrazione
Sindaco: Avv. Pasquale Di Fruscio
| Periodo | Periodo   | Primo cittadino     | Partito                 | Carica  | Note |
| ------- | --------- | ------------------- | ----------------------- | ------- | ---- |
| 1989    | 1994      | Giuseppe Peluso     | Lista civica            | Sindaco |      |
| 1994    | 1998      | Vincenzo Zarone     | Lista civica            | Sindaco |      |
| 1998    | 2002      | Pasquale Di Fruscio | Democratici di Sinistra | Sindaco |      |
| 2002    | 2007      | Pasquale Di Fruscio | Democratici di Sinistra | Sindaco |      |
| 2007    | 2012      | Luigi Leonardo      | Lista civica            | Sindaco |      |
| 2012    | 2017      | Luigi Leonardo      | Lista civica            | Sindaco |      |
| 2017    | in carica | Pasquale Di Fruscio | Lista civica            | Sindaco |      |

Il comune appartiene alla Comunità montana Monte Maggiore.

## Sport

### Calcio
Audax Pietramelara
Virtus Pietramelara

### Pallavolo
A.S.D. Pietramelara Volley